# Lligament de trompes
El lligament de trompes és un mètode anticonceptiu d'esterilització, per tant permanent, consistent en el lligament i la secció de les trompes de Fal·lopi de la dona, de manera que no poden posar-se en contacte els espermatozoides amb l'òvul. No altera el procés hormonal, per tant, no interfereix les relacions sexuals ni en la libido. No és reversible, és a dir que una dona que es faci un lligament de trompes mai no podrà engendrar fills si més endavant canvia d'idea. Es tracta d'una intervenció més complicada que en el cas de la vasectomia dels homes, tant si es practica mitjançant laparotomia o laparoscòpia, i es pot realitzar amb anestèsia general o anestèsia epidural
La seva eficàcia és del 99,5%, és a dir que de cada cent dones amb lligament de trompes, hi ha 0,5 embarassos en un any. Aquesta eficàcia és inferior a la de la vasectomia, i també d'altres mètodes anticonceptius temporals i reversibles, com per exemple el DIU de levonorgestrel o l'implant subcutani. Més de 150 milions de dones s'han esterilitzat al món.[quan?][en quin període?]
Un altre mètode anticonceptiu femení definitiu, també a les trompes de Fal·lopi, és el mètode d'obstrucció tubàrica definitiva o dispositiu Essure.